# Неймовірне життя Ібеліна
«Неймові́рне життя́ І́беліна» (англ. The Remarkable Life of Ibelin), раніше мав назву «Ібелін» (англ. Ibelin) — норвезький документальний фільм 2024 року режисера Бенджаміна Рі, заснований на історії Матса Стена та його персонажа у відеогрі World of Warcraft.

## Сюжет
Фільм зображує історію життя Матса Стена, норвезького поціновувача відеоігор, який помер від м'язової дистрофії Дюшена у віці 25 років. Назва «Неймовірне життя Ібеліна» походить від імені його персонажа у World of Warcraft, багатокористувацькій онлайновій відеогрі.

## Прем'єра
Прем'єра фільму «Ібелін» відбулася 19 січня 2024 року у Світовому конкурсі документального кіно на кінофестивалі «Санденс», де він здобув 2 нагороди — Приз глядацьких симпатій: World Cinema Documentary та Приз за режисуру: World Cinema Documentary. Невдовзі Netflix придбав права на дистрибуцію фільму. Фільм продовжили показувати на таких фестивалях, як Чиказький кінофестиваль критики у травні та Міжнародний кінофестиваль у Новій Зеландії в серпні, а його назву розширили до «Неймовірне життя Ібеліна». Фільм відібрано для участі у кінофестивалі MAMI Mumbai Film Festival 2024 у секції «Світове кіно».
Стрічка стартувала на Netflix 25 жовтня 2024 року.